# Хуан Бовэнь
Хуа́н Бовэ́нь (кит. упр. 黄博文, пиньинь Huáng Bówén; род. 13 июля 1987) — китайский футболист, полузащитник; тренер.

## Карьера

### Клубная карьера
Профессионально заниматься футболом Хуан Бовэнь начал в команде «Бэйцзин Гоань» после перехода в основной состав из молодёжной команды в 2004 году. Дебют игрока пришёлся на 26 мая 2004 года, когда его команда играла с «Шэньян Гиндэ». Матч окончился победой пекинского клуба со счётом (4:1), а Хуан забил один из мячей своей команды. На тот момент ему было 16 лет. В дебютном сезоне выходил в шести матчах, однако в основном на замену, постепенно включаясь в игру основы.. В течение нескольких сезонов выходил начинал игру на скамейке, но часто появлялся на поле, входя на замену. Стал постоянным игроком основы только с сезона 2007 года, когда «Бэйцзин Гоань» стал серебряным призёром первенства Китая по футболу.
10 февраля 2011 года перешёл в южнокорейский клуб «Чонбук Хёндэ Моторс». Дебют в составе новой команды пришёлся на 6 марта 2011 года, когда «Чонбук» играл против «Чоннам Дрэгонз». Матч окончился поражением со счётом (1:0). 16 марта игрок забил первый гол в Лиге чемпионов АФК, а его команда со счётом (4:0) обыграла индонезийский клуб «Арема».
7 июля 2012 года перешёл в китайский клуб «Гуанчжоу Эвергранд».

### Международная карьера
После серии удачных выступлений за «Бэйцзин Гоань» игрок получил приглашение в национальную сборную Китая на товарищеский матч с командой Иордании. Игра проходила 25 мая 2008 года и закончилась победой китайской сборной со счётом (2:0). Несмотря на его молодость и отсутствие опыта, главный тренер сборной Владимир Петрович доверил место в составе Хуану в игре против сборной Катара в отборочном матче на мировое первенство 2010 года. Китай проиграл со счётом (1:0), а игра новичка подверглась критике в СМИ. В дальнейших квалификационных матчах сборной на данном этапе игрок участия не принимал, однако вновь вызывался в состав сборной и.о. главного тренера Инь Тешэном на товарищеские матчи при подготовке к Кубку Азии 2011.

## Достижения

### Клубные
«Бэйцзин Гоань» :
- Чемпион Китая по футболу : 2009

 «Чонбук Хёндэ Моторс» :
- Чемпион Южной Кореи по футболу : 2011

 «Гуанчжоу Эвергранд» :
- Чемпион Китая по футболу : 2012
- Обладатель Кубка Китая по футболу : 2012

### Международные
Китай:
- Чемпион Восточной Азии : 2010

### Индивидуальные
- Лучший молодой игрок года (КФА) : 2008
- Рекордсмен по количеству матчей в Лиги чемпионов АФК: 91 матч